# Siniscalco

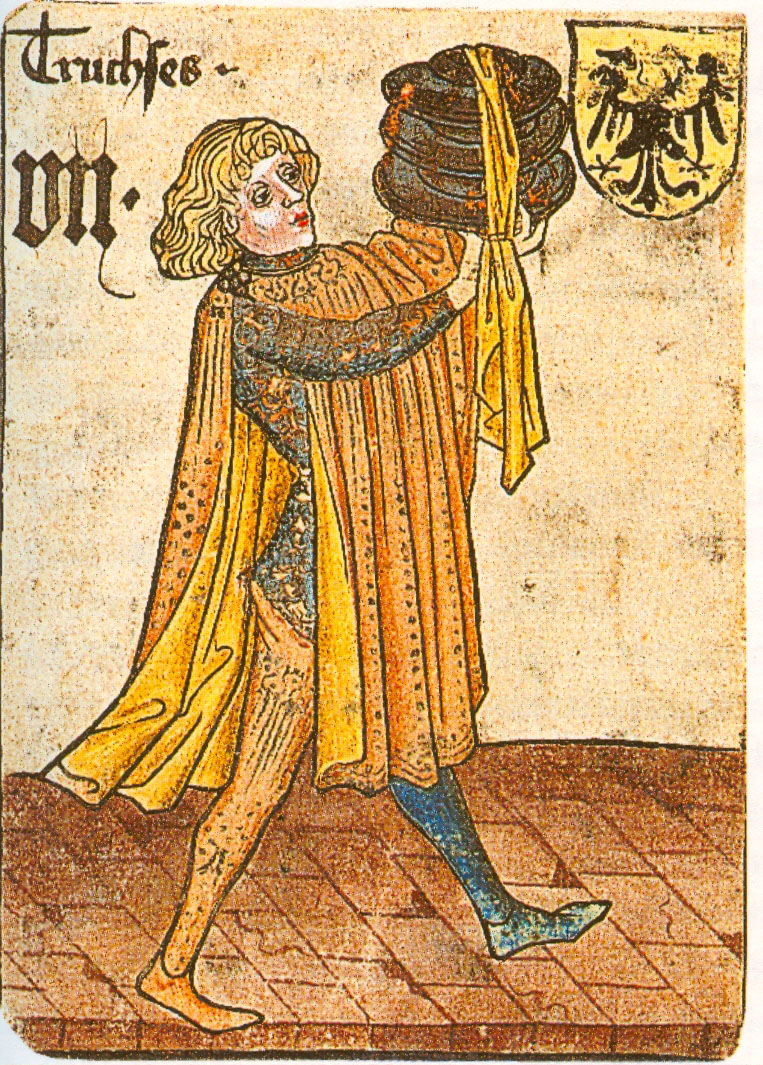
Siniscalco in Germania

Il siniscalco (termine derivato dal protogermanico sini-, radice che significa "anziano", e skalk, "servitore") era, originariamente, nell'Europa occidentale colui che sovrintendeva alla mensa o, più in generale, alla casa della famiglia reale o di una grande famiglia aristocratica. Successivamente, talvolta nella forma gran siniscalco, divenne un titolo attribuito, in varie monarchie a partire dall'epoca dei carolingi, ad alti dignitari con funzioni di amministrazione della giustizia e comando militare.
In Gran Bretagna tale figura era detta seneschal ma, più comunemente, steward, mentre nell'Europa orientale il termine era stolnik.

## Diffusione

### Francia
Il Siniscalco di Francia (Sénéchal de France) fu, tra il X secolo e il XII secolo, il più alto dignitario del regno: comandava le forze armate ed amministrava la giustizia e le rendite della casa reale. A partire dal 1127 la carica fu attribuita a nobili imparentati con la famiglia reale ma nel 1191, a causa dell'eccessivo potere che aveva accumulato, fu soppressa da Filippo Augusto che ne spartì le funzioni tra il Connestabile e il Gran Maestro di Francia; la carica riapparve nel XIV secolo come titolo puramente onorifico.
Alla fine del XII secolo fu istituita la figura del siniscalco quale rappresentante del re in una circoscrizione territoriale detta siniscalcato (come l'ufficio al quale era preposto). Il titolo era usato prevalentemente nella Francia meridionale, mentre nella Francia settentrionale si preferiva il titolo di balivo, la cui circoscrizione (come l'ufficio) era detta "baliaggio". Il siniscalco aveva compiti amministrativi, giudiziari e fiscali; alle sue dipendenze erano il "luogotenente generale", che presiedeva il tribunale, e i responsabili delle circoscrizioni in cui si suddivideva la siniscalchia, variamente denominati secondo i luoghi (ad esempio, prevosti). Come altre istituzioni dell'Ancien régime le siniscalchie e i baliaggi, che nel frattempo avevano visto le loro funzioni ridotte all'ambito giudiziario, sparirono con la Rivoluzione francese.

### Regno di Sicilia
Nel Regno di Sicilia la figura del Gran Siniscalco fu introdotta da Ruggero II: sottoposto al Gran Connestabile, era uno dei sette grandi ufficiali del regno, con il compito di amministrare le proprietà reali e provvedere al vitto del re e della sua corte. La carica sopravvisse in età angioina e aragonese. Giovanni Pontano definì il Gran Siniscalco "Maestro di Campo"; Scipione Ammirato lo definì "Maggiordomo della Casa Reale", "il supremo ufficiale preposto alla tavola". Per insegna, oltre a quelle del proprio casato, aveva una coppa di leocorno.

### Ordini cavallereschi
La figura del gran siniscalco era presente anche nella gerarchia di ordini religiosi cavallereschi, come i Templari: aveva il compito di amministrare i beni dell'ordine e, solitamente, di sostituire il Gran maestro in caso di assenza.